# التعليم في فلسطين

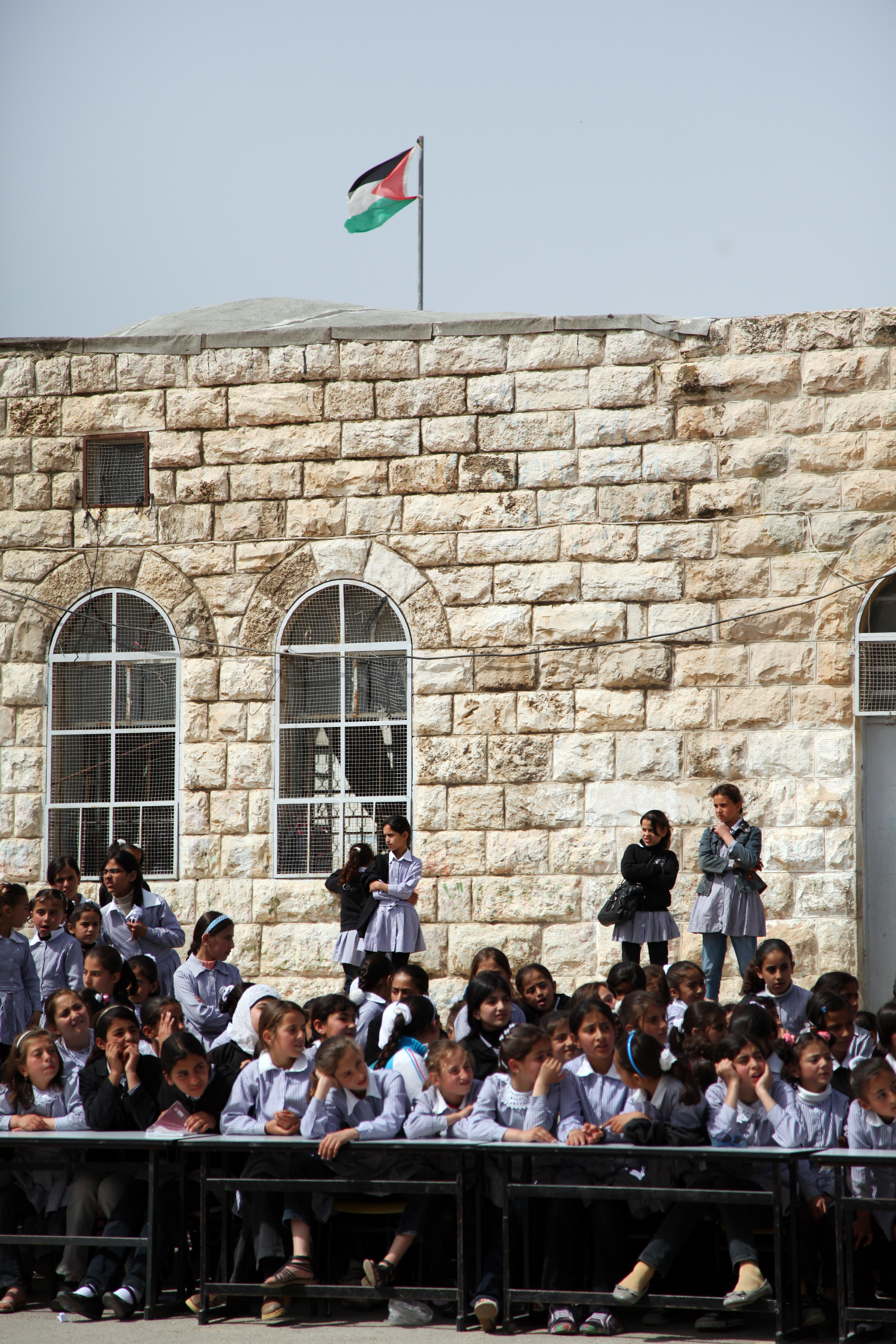
مجموعة من الطالبات في مدرسة شيوخ الابتدائية في الضفة الغربية احتفالًا بيوم النظافة

التعليم في دولة فلسطين يشير إلى النظام التعليمي في قطاع غزة والضفة الغربية، والذي تديره وزارة التربية والتعليم العالي الفلسطينية. معدلات الالتحاق بالمدارس بين الفلسطينيين مرتفعة نسبياً بالمعايير الإقليمية والعالمية. ووفقاً لدراسة استقصائية للشباب أجريت عام 2003، أشار 60% ممن تتراوح أعمارهم بين 10 و24 عاماً إلى أن التعليم هو أولويتهم الأولى. بلغ معدل معرفة القراءة والكتابة بين الشباب (الذين تتراوح أعمارهم بين 15 و24 عامًا) 98.2%، في حين بلغ معدل معرفة القراءة والكتابة الوطني 91.1% في عام 2006.  بلغ معدل معرفة القراءة والكتابة في الفئة العمرية 15-24 عامًا 99.4% في عام 2016. وبلغت نسب الالتحاق بالتعليم العالي 45% عام 2022. في عام 2016، حصلت حنان الحروب على جائزة المعلم العالمية من مؤسسة فاركي لعملها في تعليم الأطفال كيفية التعامل مع العنف.
وجدت مبادرة قياس حقوق الإنسان (HRMI)  أن فلسطين تحقق 92.9% مما ينبغي عليها تحقيقه فيما يتعلق بالحق في التعليم على أساس مستوى دخل البلاد. تكسر مبادرة قياس حقوق الإنسان الحق في التعليم من خلال النظر إلى الحقوق في كل من التعليم الابتدائي والتعليم الثانوي. ومع الأخذ بعين الاعتبار مستوى الدخل في فلسطين، يحقق الوطن 91.0% مما ينبغي أن يكون ممكناً على أساس موارده (الدخل) للتعليم الابتدائي و94.9% للتعليم الثانوي.

## نظام التعليم
هناك ثلاثة أنواع من المدارس من منظور النوع الاجتماعي في فلسطين: مدارس البنين (37%)، مدارس البنات (35%)، والمدارس المختلطة (29%).
في نظام التعليم في فلسطين، يشمل التعليم الأساسي الإلزامي الصفوف من الأول إلى العاشر وينقسم إلى المرحلة الإعدادية (الصفوف من الأول إلى الرابع) ومرحلة التمكين (الصفوف من الخامس إلى العاشر). يغطي التعليم الثانوي (التعليم الثانوي العام وعدد قليل من المدارس الثانوية المهنية) الصفين 11 و12. في التعليم العالي، هناك 11 جامعة (10 خاصة وواحدة عامة) و11 كلية تقنية (4 تابعة للسلطة الفلسطينية، 2 للأونروا، 4 عامة وواحدة خاصة)، وجميعها تقدم بشكل أساسي دورات مدتها أربع سنوات. بالإضافة إلى ذلك، هناك 19 كلية مجتمع (واحدة تابعة للسلطة الفلسطينية، وتسع عامة، واثنتان للأونروا، وسبع خاصة) تقدم بشكل رئيسي دورات الدبلوم لمدة عامين في التخصصات الفنية والتجارية.
إنشأت أولى مدارس مخيمات اللاجئين على يد الصليب الأحمر في عام 1949. بدأت أولى مدارس الأونروا الابتدائية بنظام الست سنوات في العام الدراسي 1959-1960. تقدم مدارس الأونروا الصفوف من الأول إلى العاشر ولا توفر التعليم الثانوي (الصفين 11 و12). لقد لعب توفير التعليم في الأونروا دورًا رئيسيًا في التعليم الفلسطيني منذ عام 1967. حتى لو لم يحقق الطلاب في الصف الأول إلى الثالث تحصيلًا جيدًا، فلا يجوز لهم إعادة الصف في هذا المستوى بموجب سياسة الوزارة. ومع ذلك، يجب إعادة الطلاب في الصفوف من 4 إلى 12 بموجب لوائح الوزارة (بحد أقصى 5 بالمائة من مجموعة الفصل)، والتي تعتمد على إجمالي متوسط درجات إنجاز الطلاب لمدة عام. لا يوجد تدريس علاجي للطلبة المرشحين للإعادة خلال السنة المعادة.

## مستوى التعليم
بلغت النسبة الوطنية الفلسطينية للتعليم في الضفة الغربية وقطاع غزة المرتبة الثانية عام 2006م حسب التصنيف العالمي، حيث بلغت هذه النسبة 91,2%، في حين أن نسبة التعليم بين كلا الجنسين (ما بين عمري 15-24) بلغت 98,2%. ولكن هذا لا ينفي وجود مشاكل التسرب من المدارس وعمالة الأطفال.

## إدارة التعليم

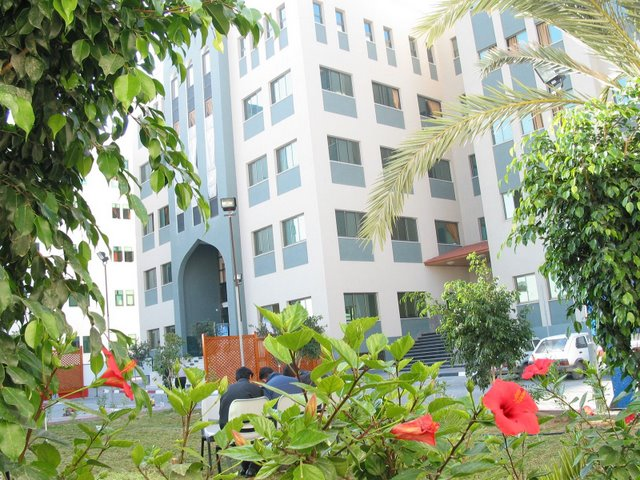
الكلية الجامعية للعلوم التطبيقية

تأسست وزارة التعليم والتعليم العالي لأول مرة وتولت مسؤوليتها في عام 1994. (موقع وزارة التعليم العالي) في عام 1996، قسمت وزارة التعليم العالي إلى وزارتين منفصلتين: وزارة التربية والتعليم ووزارة التعليم العالي، ودمجت هاتين الوزارتين مرة أخرى لتصبح وزارة التعليم العالي في عام 2002. (نيكولاي 2007) تتحمل وزارة التربية والتعليم العالي المسؤولية عن قطاع التعليم بأكمله من مرحلة ما قبل الابتدائي إلى التعليم العالي وعن تعيين المعلمين وتدريبهم أيضًا. تعمل وزارة التربية والتعليم العالي كحلقة وصل بشأن قضايا التدريب مع مديريات التربية والتعليم. (مصطفى وبشارات 2008) وتتولى وزارة التربية والتعليم العالي أيضًا مسؤولية إدارة المؤسسات التعليمية الحكومية والإشراف على المؤسسات التعليمية الخاصة والمؤسسات التي تديرها وكالة الأمم المتحدة لإغاثة وتشغيل اللاجئين الفلسطينيين في الشرق الأدنى (الأونروا).
يتميز التعليم في فلسطين بالمركزية في مناهجه وكتبه وتعليماته ولوائحه. يتكون الهيكل الإداري للتعليم العام من 22 مديرية تعليم ميدانية (مكاتب المناطق)، منها 16 في الضفة الغربية و6 في غزة. تتمثل مهمة وزارة التربية والتعليم العالي في 1) ضمان التعليم للجميع، 2) تحسين جودته ومعاييره، و3) تطوير المواطنين بشخصيات سليمة ومتوازنة.

## التعليم خلال الانتفاضة الفلسطينية الأولى 1987 - 1994
مع بداية الانتفاضة المباركة في كانون الثاني 1987 استخدمت قوات الاحتلال عدة ممارسات تعسفية، وذلك من أجل إخماد الإنتفاضة من الداخل والعقاب الجماعي بحق الشعب الفلسطيني وذلك لإيمانهم أن الضغط على الشعب الفلسطيني سيؤدي إلى ممارسة الضغوط على الشباب الفلسطيني لوقف الإنتفاضة، ومن أشد هذه الممارسات كان الإغلاق الجماعي لكل المؤسسات التعليمية في الضفة الغربية وقطاع غزة، وكذلك اعتبرت سلطات الإحتلال كل تجمع من أجل التعليم امراً خارجاً عن القانون ويعاقب عليه، وقد أغلقت الجامعات الفلسطينية واعتبرت مناطق عسكرية مغلقة وكذلك الحال بالنسبة للمعاهد التعليمية أيضاً، وقد شمل الإغلاق (1174) مدرسة في الضفة الغربية باستثناء القدس الشرقية، وقد شمل الإغلاق فترة امتدت إلى (17) شهراً من مجموع (28) شهر.

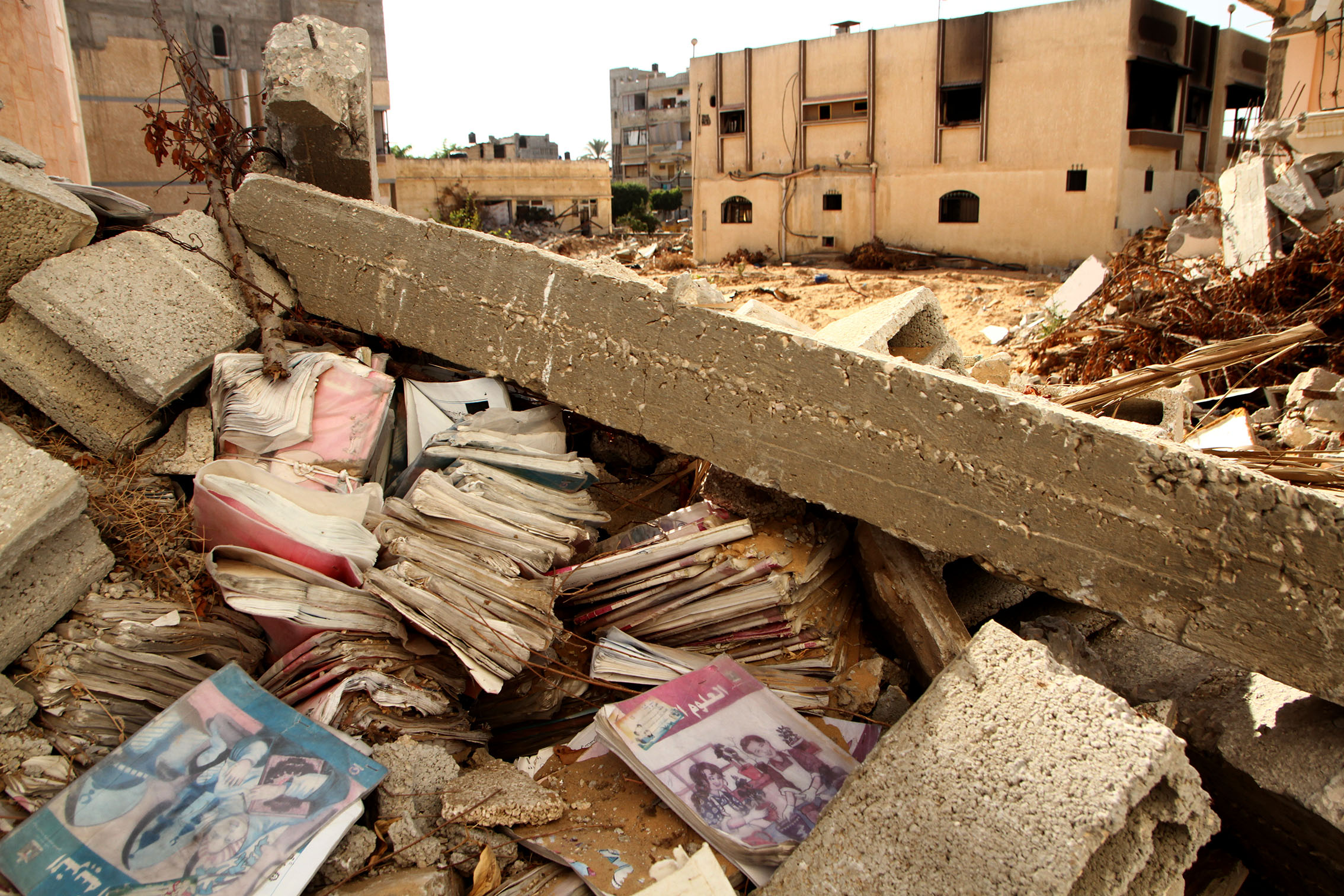
مثّل العدوان على غزة تحديا كبيرا يواجهه الطلبة

إن عملية الإغلاق المستمر للمؤسسات التعليمية من قبل سلطات الإحتلال واجهت ضغوطاً دولية متزايدة وضغوطاً داخلية دفعت بسلطات الإحتلال إلى إعادة فتح المدارس في أواخر شهر 7 من عام 1989، بعد إغلاق استمر لمدة ستة شهور، وبعد ثلاثة أشهر ونصف عادت سلطات الإحتلال وأمرت بإغلاق المدارس في شهر تشرين ثاني لمدة شهرين (Educational network,1990)، ثم أعيد فتح المدارس في كانون الثاني من عام 1990، وسمحت بإعادة فتح المدارس والمؤسسات التعليمية بالتدريج. أن عملية الأغلاق المستمر والإجراءات التعسفية المصاحبة لها والعقاب الجماعي كان بها الأثر الكبير على مستوى التحصيل والأداء الأكاديمي للشعب الفلسطيني. فلقد انتقل الطلاب من صف إلى آخر دون ان يكونوا قد انهوا المنهج المقرر لتلك الصفوف، مما ساهم في خلق مجموعة كبيرة من الطلاب غير المتعلمين والمدركين لأساسيات التعليم اللازمة من أجل القراءة. إن عملية الإغلاق المستمرة كان لها أكبر الأثر على الشعب الفلسطيني بكافة قطاعاته وفئاته فقد هدفت هذه السياسة إلى تهديد مستقبل التعليم للشعب الفلسطيبي وتأثيرها شمل:
- التأثير التربوي.
- التأثير الإجتماعي.
- التأثير النفسي.
- التأثير الإقتصادي.

## سياسة التعليم
ولم يتم وضع خطة قطاعية رسمية إلا بعد مرور خمس سنوات على إنشاء وزارة التربية والتعليم العالي، لكن هذا لا يعني أنه تم تجاهل التخطيط حتى ذلك الحين. تمت مناقشة الخطة الخمسية الرسمية لأول مرة في عام 1998، واستغرق إعدادها أكثر من عام. وقد قدم معهد اليونسكو الدولي للتخطيط التربوي (IIEP) المساعدة الفنية في تطوير الخطة، وأنشأت وزارة التربية والتعليم العالي فريقي عمل؛ أحدهما يركز على السياسة والآخر يهتم بالتفاصيل. كان للخطة الخمسية لتطوير التعليم 2000-2005 خمسة أهداف: 1) توفير فرص الحصول على التعليم لجميع الأطفال، 2) تحسين نوعية التعليم، 3) تطوير التعليم الرسمي وغير الرسمي، 4) تطوير القدرات الإدارية. في التخطيط والإدارة والمالية، و5) لتطوير الموارد البشرية في جميع أنحاء نظام التعليم.
تتضمن الخطة الإستراتيجية لتطوير التعليم (EDSP) 2008-2012 أربعة أهداف: 1) زيادة فرص وصول الأطفال في سن المدرسة والطلاب من جميع مستويات التعليم وتحسين قدرة النظام التعليمي على الاحتفاظ بهم (الوصول)، 2) تحسين مستوى التعليم. جودة التعليم والتعلم (الجودة)، 3) تطوير القدرة على التخطيط والإدارة وتحسين الأنظمة المالية والإدارية المستخدمة (الإدارة)، و4) تحقيق التحول التدريجي لقطاع التعليم العالي من قطاع موجه نحو العرض إلى قطاع موجه نحو الطلب، مما سيضمن تدريجياً المزيد من التوافق بين مخرجات التعليم العالي واحتياجات سوق (أسواق) العمل من الناحيتين النوعية والكمية (الملاءمة). الهدف من 1 إلى 3 مخصص لمرحلة ما قبل المدرسة والتعليم العام وغير الرسمي والتعليم العالي والتعليم المهني، والهدف 4 مخصص فقط للتعليم العالي والتعليم المهني.

## المناهج المدرسية
كانت المناهج المدرسية في الضفة الغربية وقطاع غزة نسخة عن تلك الموجودة في المملكة الأردنية الهاشيمية وجمهورية مصر العربية، وظل ذلك الوضع قائما حتى عام 1998م حيث إقر إنشاء مناهج فلسطينية خاصة وموحدة في كل الضفة الغربية وغزة، استخدمت هذه المناهج بدءا من السنة الدراسية 2000/2001 وذلك للصفوف الأول والسادس الإبتدائي على أن يتم استبدال المناهج القديمة خلال أربعة سنوات. ولغات التدريس المعتمدة هي العربية والإنجليزية.

### المدارس
- المدرسة العمرية (القدس)

- مدرسة الحسين بن علي الثانوية
- مدرسة الفرندز (رام الله)
- مدرسة النجاح الثانوية

- المدرسة العلائية للمكفوفين

- مدرسة الفرندز (رام الله)
- مدرسة دار الأرقم
- مدرسة رفح الابتدائية كو-إد بي
- مدرسة طاليثا قومي

## التعليم ما قبل الابتدائي
التعليم ما قبل الابتدائي مخصص للأطفال، وعادة ما يبدأ من سن 4 سنوات وحتى سن 6 سنوات. وفقاً لتعداد المؤسسات التعليمية الذي أجراه الجهاز المركزي للإحصاء الفلسطيني للعام 2004/2005، كان هناك حوالي 898 روضة أطفال خاصة، منها 3 فقط تديرها السلطة الفلسطينية. (البنك الدولي وBCRD 2006) على الرغم من أن معظم رياض الأطفال خاصة، إلا أن وزارة التربية والتعليم العالي توفر الإشراف الفني والتعليمي وتدريب المعلمين وترخيصهم وبعض التمويل. وكان عدد الأطفال الذكور والإناث متساوياً تقريباً، ومعظم رياض الأطفال لديها نظام تعليم مختلط. وتبلغ نسب الالتحاق الإجمالية بالتعليم ما قبل الابتدائي 29.9% من المجموع، و30.3% للبنين، و29.5% للفتيات.

## التعليم الأساسي

### مرحلة التحضير
وفي المرحلة الإعدادية بلغ عدد الطلاب الملتحقين بالمدارس خلال العام الدراسي 2005/2006 383,748 طالباً وطالبة (195,618 ذكور وإناث 188,130). ومن بينهم، كان 238,500 طالب (62 بالمائة من المجموع) في المدارس التي توفرها السلطة الفلسطينية، و109,419 طالبًا (29 بالمائة) في المدارس التي توفرها الأونروا، و35,829 طالبًا (9 بالمائة) في المدارس الخاصة. وتبلغ نسب الالتحاق الإجمالية بالمرحلة الإعدادية 80.4% إجمالاً، و80.4% للبنين، و80.4% للبنات. لا يوجد نظام درجات (علامات) أو اختبارات كتابية في الصف الأول حتى الرابع. يقوم المعلمون بتقييم الطلاب على أساس تقدمهم من خلال التقييمات التكوينية والملاحظات وملفات الطلاب وغيرها من أعمال الطلاب المعينة كأساس لحكم تخرجهم.

### مرحلة التمكين
وفي مرحلة التمكين، بلغ عدد الطلاب الملتحقين بالمدارس خلال العام الدراسي 2005-2006، 569.873 طالباً (296.247 ذكور، و283.626 إناث). ومن بينهم، كان 398,672 طالبًا (70 بالمائة من المجموع) في المدارس التي توفرها السلطة الفلسطينية، و145,133 طالبًا (25 بالمائة) في المدارس التي توفرها الأونروا، و26,068 طالبًا (5 بالمائة) في المدارس الخاصة. وبلغت نسب الالتحاق الإجمالية بمرحلة التمكين 97.5% للمجموع، و95.7% للذكور، و99.5% للطالبات.
هناك امتحان التخرج في الصف التاسع. يتم تقديم هذا الاختبار للطلاب الذين لم يكملوا الصف التاسع أو تركوا المدرسة ويريدون تحقيق مستوى الكفاءة للصف التاسع المعادل لامتحان شهادة التعليم الثانوي العام. شارك الطلاب الفلسطينيون في الصف الثامن في الاتجاهات في الدراسة العالمية للرياضيات والعلوم في عامي 2003 و2007. وكانت درجة اختبار الرياضيات 390 عام 2003 و367 عام 2007. وكانت درجة اختبار العلوم 435 في عام 2003 و404 في عام 2007. 

## التعليم الثانوي
يتكون التعليم الثانوي من عامين، ويتضمن برنامجًا أكاديميًا ومهنيًا. (MOEHE 2005b) يستطيع الطلاب اختيار أي من هذه البرامج، ولكن حقهم في الالتحاق يعتمد على إكمال الصف العاشر بنجاح بناءً على نتائج تقييماتهم النهائية. وفي التعليم الأكاديمي الثانوي عام 2005/2006، بلغ عدد الطلاب الملتحقين بالمدارس 118.868 طالباً. ومن بينهم، كان معظم الطلاب ملتحقين بالمدارس التي توفرها السلطة الفلسطينية (114,790 طالبا، 97% من المجموع)، وحوالي 3% من الطلاب ملتحقين بالمدارس الخاصة. ولا توفر الأونروا التعليم في المرحلة الثانوية.  وبلغت نسب الالتحاق الإجمالية بمرحلة التمكين 97.5% للمجموع، و95.7% للذكور، و99.5% للطالبات. وفي التعليم المهني الثانوي خلال العام الدراسي 2005/2006، بلغ عدد الطلاب الملتحقين بالمدارس 5999 طالباً. ومن بينهم، كان معظم الطلاب مسجلين في المدارس التي تديرها السلطة الفلسطينية (5,653 طالبا، 94% من المجموع)، ونحو 6% من الطلاب مسجلون في المدارس الخاصة. وبلغت نسب الالتحاق الإجمالية بمرحلة التمكين 97.5% للمجموع، و95.7% للذكور، و99.5% للطالبات. وبلغت نسب الالتحاق الإجمالية بالتعليم الثانوي 75.2% للمجموع، و69.2% للذكور، و81.6% للإناث.
وفي التعليم الثانوي العام الدراسي 2005/2006، كان هناك ما مجموعه 3734 فصلاً، منها 185 فصلاً (5 في المائة) مختلطة. ففي حين بلغت حصة الصفوف التعليمية المختلطة في الضفة الغربية 7.4%، فإن 0.1% فقط من إجمالي الصفوف في قطاع غزة كانت مختلطة، أي في الواقع مدرسة واحدة فقط. إصدرت شهادة امتحان الثانوية العامة (التوجيهي) لطلاب المرحلة الثانوية في الصف الثاني عشر لإعدادهم للقبول في الجامعات.

## تعليم عالى

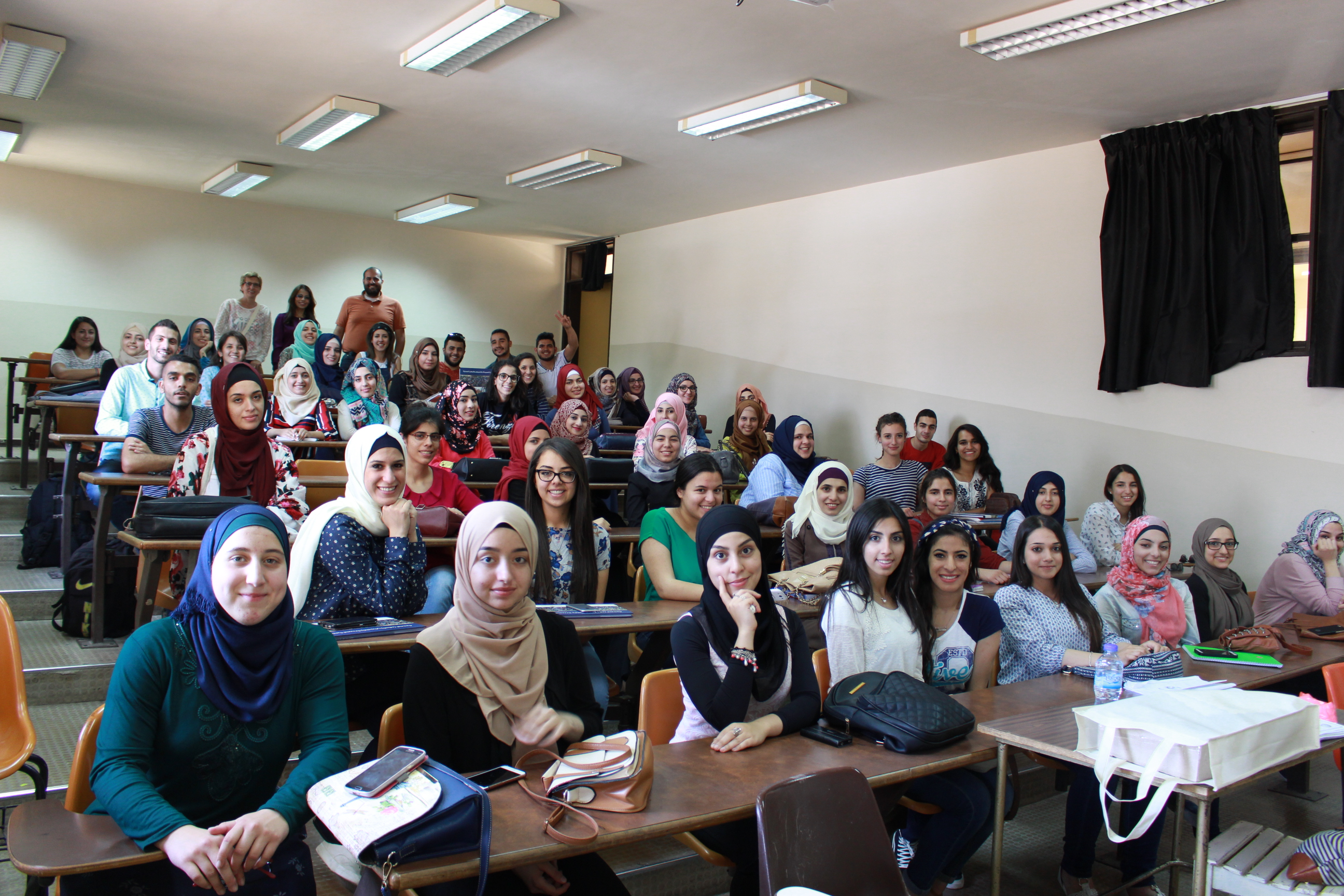
طلاب فلسطينيون في جامعة بيرزيت عام 2016

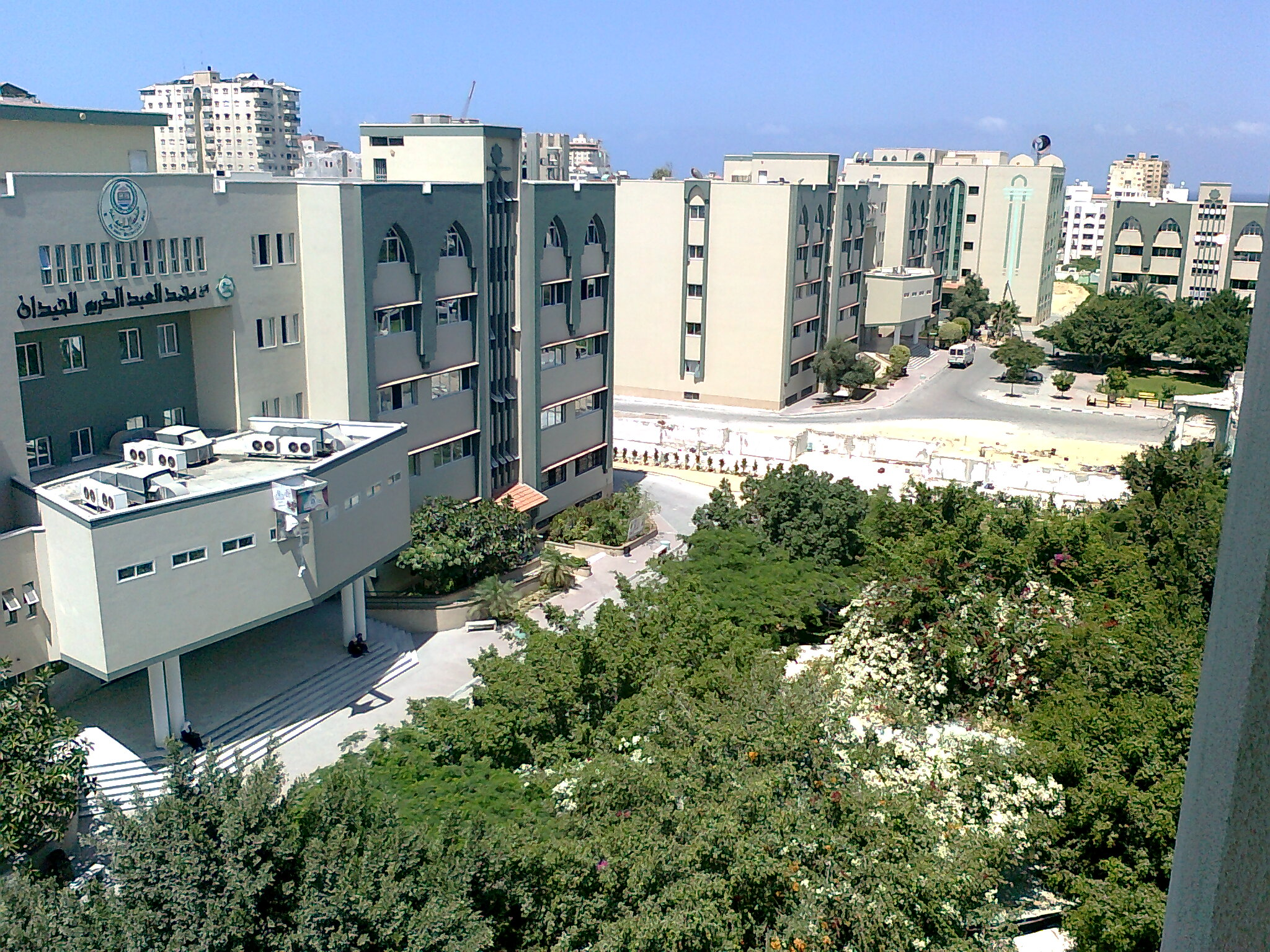
الجامعة الإسلامية في غزة

يتكون التعليم الجامعي من أربع سنوات من التعليم الجامعي للحصول على درجة البكالوريوس وسنتين إضافيتين للحصول على درجة الماجستير. توفر بعض الكليات سنتين من التعليم لدورة الدبلوم.  في عام 2005، كان في فلسطين 10 جامعات، وجامعة واحدة للتعليم عن بعد (جامعة القدس المفتوحة)، و13 كلية جامعية، و19 كلية مجتمع.  غالبية الجامعات هي مؤسسات غير ربحية. وهي تجمع بين جمع الأموال والتمويل الوارد من السلطة الفلسطينية. وفي مؤسسات التعليم العالي بلغ عدد الطلاب الملتحقين بمؤسسات التعليم العالي 138.139 طالباً خلال العام الدراسي 2004/2005. منهم 76.650 طالبا (55% من الإجمالي) مسجلين في الجامعات، 46.453 طالبا (34%) مسجلين في جامعة التعليم عن بعد، 6.034 طالبا (4%) مسجلين في كليات الجامعة، و9.002 طالبا (7%). المسجلين في كليات المجتمع. وحصة الطلاب الذكور أكبر من حصة الطالبات في الجامعات والجامعات المفتوحة والكليات الجامعية. ومن ناحية أخرى، فإن نسبة الطالبات أكبر في كليات المجتمع. (وزارة التربية والتعليم العالي 2005أ) بلغت نسب الالتحاق الإجمالية بالتعليم العالي 46.2% للمجموع، و41.6% للذكور، و50.9% للطالبات في عام 2007.
يلتحق عدد أكبر من الطلاب ببرامج أكاديمية معينة مثل العلوم الاجتماعية والتربية والعلوم الإنسانية والفنون في التعليم العالي، وتكون حصة العلوم والهندسة أقل نسبيًا.
زاد الطلب على التعليم العالي بشكل ملحوظ في العقد الماضي، حيث تضاعف عدد الطلاب المسجلين في مؤسسات التعليم العالي أكثر من ثلاثة أضعاف بين عامي 1995 و2006. بعض الأكاديميين اقترحوا أن نظام التعليم العالي في السلطة الفلسطينية لا يحتاج فقط إلى تلبية الطلب المتزايد من العدد المتزايد من خريجي التعليم الثانوي، ولكن أيضًا للحفاظ على الجودة والملاءمة لتلبية المتطلبات المتغيرة للاقتصاد العالمي. وبالإضافة إلى ذلك، يعتبر التمويل العام للتعليم العالي غير كاف نظراً للظروف المالية للسلطة الفلسطينية. ويعتمد النظام بشكل كبير على رسوم الطلاب، والتي تمثل 60% من تكاليف تشغيل الجامعات.
قامت وزارة التربية والتعليم العالي بتطوير خطة جديدة لقروض الطلاب للتعليم العالي. أهداف برنامج القروض هذا هي: 1) إنشاء مورد مستدام يساعد الطلاب في المستقبل، 2) التأكد من فهم الطلاب لمسؤوليتهم في تقاسم تكلفة تعليمهم، 3) توفير نظام سداد قوي ومبسط أن تكون سهلة وعادلة (يجب تحصيل أقساط القروض من جميع الطلاب)، و4) توفير آلية تحصيل تضمن الاستدامة (صندوق متجدد). 
"هناك برامج تعاون بين الجامعات قيد التنفيذ، مثل TOKTEN وPEACE وMEDCAMPUS. وهي مدعومة من قبل شركاء مثل الاتحاد الأوروبي واليونسكو وبرنامج الأمم المتحدة الإنمائي. ويتضمن برنامج PEACE (التعاون الأكاديمي الفلسطيني الأوروبي في مجال التعليم) 23. وكانت جامعات السلطة الفلسطينية والأوروبية جديرة بالملاحظة بشكل خاص لأنها سمحت للطلاب والمعلمين من الضفة الغربية وغزة بالقبول في الكليات الأوروبية في وقت تم فيه إغلاق المؤسسات الجامعية في غزة والضفة الغربية في مرحلة ثانية وهي توفير إرسال بعثات من الأكاديميين المتطوعين، في إجازات، من أوروبا وأمريكا الشمالية وبقية العالم إلى الضفة الغربية وقطاع غزة.
"على الطلاب الفلسطينيين الراغبين بالحصول على الدكتوراه أن يدرسوا إما في إسرائيل أو في الخارج."
ابتداءً من تشرين الثاني/نوفمبر 2017، بدأ إبلاغ حوالي نصف المحاضرين الأجانب في الجامعات الفلسطينية بأن تأشيرات إقامتهم لن يتم تمديدها لأنهم "يعيشون في المنطقة منذ أكثر من خمس سنوات".  بالإضافة إلى ذلك، طُلب من أزواجهم دفع عشرات الآلاف من الشواقل كضمان لعدم عملهم.

## مراكز البحوث
- معهد الأبحاث التطبيقية – القدس
- مؤسسة الدراسات الفلسطينية
- الجمعية الأكاديمية الفلسطينية لدراسة الشؤون الدولية
- جمعية أرض فلسطين
- الشبكة
- معهد أبحاث السياسات الاقتصادية الفلسطيني (ماس)
- مؤسسة دورهام فلسطين التعليمية

## التعليم والتدريب الفني والمهني
يبدأ التعليم المهني الرسمي بعد التعليم الأساسي ويستمر لمدة عامين. بعد التخرج، يمكن للطلاب الالتحاق بالكليات الجامعية (الدبلوم في سنتين أو درجة البكالوريوس في 4 سنوات) أو الكليات (سنتين). هناك خمسة مسارات للتدريب المهني المدرسي: الصناعي والزراعي والتجاري والفندقي والاقتصاد المنزلي. تقدم خمس عشرة مدرسة ثانوية صناعية 17 تخصصًا، وقد التحق بها 2185 طالبًا في العام الدراسي 2004/2005. يتم تمويل جميع هذه المدارس الصناعية باستثناء ثلاث منها من قبل الحكومة. تقدم أربع وستون مدرسة ثانوية أكاديمية مواد تجارية ويلتحق بها ما يقرب من 3000 طالب. مدرستا التدريب الفندقيتان خاصتان. ارتفع إجمالي عدد الطلاب المقيدين في التخصصات الخمسة من حوالي 3000 عام 1999/2000 إلى 5561 عام 2004/2005. وهذا أقل بكثير من هدف وزارة التربية والتعليم العالي 2000-2005 (تسجيل 9000 طالب). ويرجع ذلك جزئيًا إلى أن هذا النوع من التدريب لا يزال لا يحظى بشعبية بين معظم الطلاب وأولياء الأمور/الأوصياء.
الطلب على معظم التدريب المهني ضعيف. هناك عدد قليل من كليات المجتمع ذات القدرة المحدودة التي تتراوح بين 200 و 300 طالب لديها نسبة عالية من المتقدمين (خاصة للتمريض ومركز تدريب غزة التابع للأونروا). بقية كليات المجتمع لديها نسبة واحدة فقط من المتقدمين. ولا تزال المهن اليدوية التي تتطلب مهارات يدوية ذات مكانة منخفضة، ومن المتوقع أن يلتحق بمؤسسات التعليم والتدريب الفني والمهني فقط الطلاب الأقل قدرة أكاديميًا. غالبية الكليات لديها نسبة منخفضة من الطلاب إلى المعلمين وارتفاع تكلفة الوحدة.
بالإضافة إلى كليات المجتمع، توفر وزارة العمل والشؤون الاجتماعية فرصًا أخرى للتعليم والتدريب المهني والتقني. تدير هذه الوزارة اثني عشر مركزًا لإعادة التأهيل تستهدف المتسربين وبطيئي التعلم. وبلغ إجمالي عدد المسجلين حوالي 850 طالبًا في العام الدراسي 2004/2005، منهم 380 خريجًا. كما تقدم وزارة شؤون المعتقلين التعليم والتدريب المهني والتقني لنحو 1000 طالب معظمهم من الذكور. يتم تسجيل أربعمائة وخمسين طالبًا في المعهد الوطني لتكنولوجيا المعلومات. وتتعامل الوزارة أيضًا مع مراكز التعليم والتدريب الفني والمهني (عدد المسجلين: 6600 طالب، يقدمون مناهج في التجارة (سنتان)، والتقنية/شبه المهنية (سنتان)، ودورات الشهادات (من سنة إلى سنتين). إلى جانب ذلك، تقدم الأونروا دورات قصيرة المدى (8-40 أسبوعًا).

## تمويل التعليم
يأتي تمويل نظام التعليم من موازنة الحكومة من خلال وزارة المالية. الإنفاق الحكومي على التعليم بلغت النسبة من إجمالي الإنفاق الحكومي 17.9 عام 2003. ويأتي التمويل المتبقي في مجال التعليم من الجهات المانحة والمنظمات الدولية في فلسطين، يكون الوصول إلى المدارس مقيدًا في المقام الأول بسبب الظروف المادية والقيود المفروضة على الحركة. إلا أن عدم كفاية الاستثمار في الارتقاء بالتعليم أدى إلى الازدحام وتدهور البيئة التعليمية. وفقدت المدارس قاعدة إيراداتها من الرسوم، وواجهت صعوبات في تأمين اللوازم والمواد المدرسية الأساسية. كما اتضحت محدودية الخدمات المقدمة للطلاب ذوي الاحتياجات الخاصة، الذين يواجهون الصدمات النفسية. كما أصبح عدم المساواة في تخصيص الموارد بين الضفة الغربية وقطاع غزة خطيراً أيضاً.

## التعليم في الغربة والشتات
الأونروا المنظمة الرئيسية التي تقدم التعليم الأساسي لأطفال اللاجئين الفلسطينيين في الشتات منذ عام 1950. التعليم الأساسي مجاني لجميع أطفال اللاجئين المسجلين والذين تصل أعمارهم إلى حوالي سن 15. من 31 ديسمبر 2009، كان هناك 482,000 طالب مسجل في 691 مدرسة تديرها الأنروا. تتبع مدارس الأونروا المناهج الدراسية في البلدان المضيفة لهم. مما يسمح لتلاميذ الأونروا الحصول على مزيد من التعليم أو العمل عند حصولهم على مؤهلات معترف بها محليا تناسب مع متطلبات سيادة البلدان المضيفة للاجئين.
في 1960، أصبحت مدارس الأونروا الأولى من نوعها في المنطقة من ناحية تحقيق المساواة الكاملة بين الجنسين. الاكتظاظ في الفصول والتي يصل عدد تلاميذها إلى 40 أو حتى 50 تلميذا شائعة. تحاول مدارس الأونروا أن تطبق نظام الدوامين. ليس كل أطفال اللاجئين في مدارس الأونروا، ففي الأردن وسوريا يحق للأطفال الفلسطينيين الالتحاق بالمدارس الحكومية. تدير الأونروا أيضا ثمانية مراكز للتدريب المهني والتقني وثلاث كليات لتدريب المعلمين التي لديها أماكن لنحو 6,200 طالب.

## وصلات خارجية
- مؤشرات تعليمية من صفحة مركز المعلومات الوطني الفلسطيني